# Cneu Antônio Fusco
Cneu Antônio Fusco (em latim: Gnaeus Antonius Fuscus) foi senador romano nomeado cônsul sufecto para o nundínio de maio a agosto de 109 com Caio Júlio Antíoco Epifanes Filopapo.